# Esclagne
Esclagne – miejscowość i gmina we Francji, w regionie Oksytania, w departamencie Ariège.
Według danych na rok 1990 gminę zamieszkiwało 155 osób, a gęstość zaludnienia wynosiła 44 osoby/km² (wśród 3020 gmin regionu Midi-Pyrénées, Esclagne plasuje się na 908. miejscu pod względem liczby ludności, natomiast pod względem powierzchni na miejscu 1609.).